# Tanah Abang (onderdistrict)
Tanah Abang is een onderdistrict van de gemeente Jakarta Pusat (Centraal Jakarta) in de stad Jakarta, Indonesië.

## Verdere onderverdeling
|  |  | Het onderdistrict Tanah Abang is verdeeld in 7 kelurahan: 1. Bendungan Hilir, postcode 10210 2. Karet Tengsin, postcode 10220 3. Kebon Melati, postcode 10230 4. Kebon Kacang, postcode 10240 5. Kampung Bali, postcode 10250 6. Petamburan, postcode 10260 7. Gelora, postcode 10270 |

## Bezienswaardigheden
- Bung Karnostadion
- Gebouw van de Volksvertegenwoordigingsraad (het Indonesische parlement)
- Hotel Grand Indonesia
- Jakarta Convention Center
- Begraafplaats Petamburan
- Senayan City
- Tanah Abang markt
- Wisma 46

## Geboren
- Karel Ferdinand Caspersz (1835-1914), een Nederlands majoor der Genie, ridder in de Militaire Willems-Orde.